# 坂元大輔
坂元 大輔（さかもと だいすけ、1982年8月20日 - ）は、日本の政治家、公共政策アドバイザー。衆議院議員（1期）、次世代の党副幹事長、青年局長を歴任。

## 来歴
大阪府大阪市西淀川区生まれ。小学校卒業後、東大寺学園中学校に入学。17歳で高校を中退。2008年、ワシントン州セントマーチンズ大学政治学部・歴史学部卒業。2009年、林英臣政経塾の関西四期生として学ぶ。治験支援会社の社員を経て2011年4月より、村上栄二大阪市会議員（大阪維新の会）の秘書を務める。
2012年3月、維新政治塾に1期生として合格。同年12月の第46回衆議院議員総選挙では村上が福山市出身だった縁により広島7区に日本維新の会から立候補するが落選（4人中3位）。比例中国ブロックで復活し初当選。
2014年、日本維新の会の分党にともない次世代の党結党に参加。党副幹事長、青年局長に就任した。
同年12月、第47回衆議院議員総選挙では次世代の党公認候補として広島7区から立候補したが、選挙区（4人中3位）・比例区ともに落選した。その後、活動の拠点を関西に戻し、中谷由里子（2015年4月生駒市長選挙)、佐藤啓（2016年7月参院選奈良県選挙区・自由民主党）の選対事務局を務める。2018年2月より木下智彦らと共に公共政策アドバイザー会社、GR Japanの大阪事務所に勤務。

## 政策
- 憲法9条の改正に賛成[7]。
- 集団的自衛権の行使に賛成[7]。
- 「道徳」を小中学校の授業で教える事に賛成[7]。
- カジノの解禁に賛成[7]。
- 原発は日本に必要としている[7]。
- 首相の靖国神社参拝を問題ないとしている[7]。
- 「村山談話」及び「河野談話」を見直すべきとしている[7]。
- 特定秘密保護法を必要としている[7]。
- 負担増が耐えられないため、年金の給付水準が下がるのはやむをえないとしている[7]。
- ヘイトスピーチを法律で規制することに反対[7]。
- 女性宮家の創設に反対[10]。
- 選択的夫婦別姓制度導入に反対[11]。